# Nepal en los Juegos Olímpicos de Río de Janeiro 2016
Nepal participa en los Juegos Olímpicos de 2016 en Río de Janeiro, Brasil, del 5 al 21 de agosto de 2016.
La yudoca Phupu Lhamu Khatri fue la abanderada durante la ceremonia de apertura.

## Deportes
Atletismo
- Hari Rimal (5000 metros masculino)
- Saraswati Bhattarai (1500 metros femenino)

Judo
- Phupu Lhamu Khatri (-63 kg femenino)

Natación
- Shirish Gurung (100 metros estilo libre masculino)
- Gaurika Singh (100 metros estilo espalda femenino)

Taekwondo
- Nisha Rawal (+67 kg femenino)

Tiro con arco
- Jit Bahadur Moktan (individual masculino)